# Episodi di Buffy l'ammazzavampiri (seconda stagione)
La seconda stagione della serie televisiva Buffy l'ammazzavampiri è stata trasmessa negli Stati Uniti dal canale The WB dal 15 settembre 1997 al 19 maggio 1998.
In Italia venne trasmesso per la prima volta su Italia 1 dal 23 luglio 2000 al 9 marzo 2001.
Ai membri regolari del cast della precedente stagione viene aggiunto David Boreanaz nella parte di Angel.
| nº | Titolo originale                   | Titolo italiano                  | Prima TV USA      | Prima TV Italia   |
| -- | ---------------------------------- | -------------------------------- | ----------------- | ----------------- |
| 1  | When She Was Bad                   | L'ombra del Maestro              | 15 settembre 1997 | 23 luglio 2000    |
| 2  | Some Assembly Required             | Pezzi di ricambio                | 22 settembre 1997 | 23 luglio 2000    |
| 3  | School Hard                        | Un avversario pericoloso         | 29 settembre 1997 | 30 luglio 2000    |
| 4  | Inca Mummy Girl                    | La prescelta                     | 6 ottobre 1997    | 30 luglio 2000    |
| 5  | Reptile Boy                        | Festa macabra                    | 13 ottobre 1997   | 6 agosto 2000     |
| 6  | Halloween                          | Halloween                        | 27 ottobre 1997   | 6 agosto 2000     |
| 7  | Lie to Me                          | La verità fa male                | 3 novembre 1997   | 13 agosto 2000    |
| 8  | The Dark Age                       | Oscurità                         | 10 novembre 1997  | 13 agosto 2000    |
| 9  | What's My Line?: Part 1            | L'unione fa la forza (1ª parte)  | 17 novembre 1997  | 20 agosto 2000    |
| 10 | What's My Line?: Part 2            | L'unione fa la forza (2ª parte)  | 24 novembre 1997  | 20 agosto 2000    |
| 11 | Ted                                | Il fidanzato di mamma            | 8 dicembre 1997   | 27 agosto 2000    |
| 12 | Bad Eggs                           | Uova cattive                     | 12 gennaio 1998   | 27 agosto 2000    |
| 13 | Surprise                           | Sorpresa                         | 19 gennaio 1998   | 3 settembre 2000  |
| 14 | Innocence                          | Un attimo di felicità            | 20 gennaio 1998   | 10 settembre 2000 |
| 15 | Phases                             | Notte di luna piena              | 27 gennaio 1998   | 13 settembre 2000 |
| 16 | Bewitched, Bothered and Bewildered | Caccia all'uomo                  | 10 febbraio 1998  | 20 settembre 2000 |
| 17 | Passion                            | Passioni                         | 24 febbraio 1998  | 4 ottobre 2000    |
| 18 | Killed by Death                    | Il mostro                        | 3 marzo 1998      | 5 marzo 2001      |
| 19 | I Only Have Eyes for You           | Per sempre                       | 28 aprile 1998    | 6 marzo 2001      |
| 20 | Go Fish                            | Il DNA del campione              | 5 maggio 1998     | 7 marzo 2001      |
| 21 | Becoming: Part 1                   | L'inizio della storia (1ª parte) | 12 maggio 1998    | 8 marzo 2001      |
| 22 | Becoming: Part 2                   | L'inizio della storia (2ª parte) | 19 maggio 1998    | 9 marzo 2001      |

- Interpreti principali: Sarah Michelle Gellar (Buffy Summers), Nicholas Brendon (Xander Harris), Charisma Carpenter (Cordelia Chase), David Boreanaz (Angel), Alyson Hannigan (Willow) e Anthony Stewart Head (Rupert Giles)

## L'ombra del Maestro
- Titolo originale: When She Was Bad
- Diretto da: Joss Whedon
- Scritto da: Joss Whedon

### Trama
Dopo aver trascorso l'intera estate a Los Angeles con suo padre Hank, per la sedicenne Cacciatrice di vampiri Buffy Summers sembra finalmente arrivato il momento di tornare nella cara vecchia Sunnydale. Anche se la Bocca dell'Inferno è chiusa, da essa si propaga ancora il male. Angel spiegherà alla Cacciatrice che, benché Colin sia solo un bambino, nel suo ruolo di Consacrato ha un controllo pressoché assoluto sui vampiri di Sunnydale. 
Buffy è cambiata; è diventata arrogante e provocatoria, tratta Angel con ostilità, fa pure finta di voler sedurre Xander solo per umiliarlo sapendo che lui prova un'infatuazione nei suoi confronti. Persino Cordelia trova fin troppo cinico il suo atteggiamento. Intanto, sia Cordelia che Jenny vengono catturate dai vampiri del Consacrato. Giles spiega a Willow e Xander che probabilmente l'atteggiamento di Buffy è sintomo del trauma ancora irrisolto, legato a quello che le fece il Maestro quando lui la uccise. Buffy va a trovare la tomba del Maestro e scopre che è stata profanata e da ciò ne deduce che vogliano riportarlo in vita. Giles sapeva che esistono dei rituali per riportare in vita i vampiri, ma non credeva che ne esistesse qualcuno che potesse realmente funzionare.
I vampiri del Consacrato sfidano Buffy, che decide di stanarli nel loro covo. Nonostante i suoi amici desiderino aiutarla, lei preferisce andarci da sola e li tratta con arroganza. Si reca al covo assieme ad Angel, trovandovi solo una ragazza vampiro, ma lo stratagemma ideato dai vampiri ha avuto successo perché sono riusciti ad allontanare la Cacciatrice dagli amici, per poterli rapire. Giles aveva infatti scoperto che, per il rito di resurrezione, servono le ossa del Maestro e le persone che gli erano fisicamente vicine al momento della sua morte. I vampiri del Consacrato avevano, difatti, rubato le ossa del Maestro dalla tomba e  rapito Cordelia, Giles, Willow e Jenny.
Xander minaccia di morte Buffy qualora Willow dovesse morire, dato che è stata colpa della Cacciatrice se l'amica è stata rapita. Buffy, Angel e Xander vanno a salvare i loro amici. Il rito consiste nel dissanguarli tutti e quattro bagnando con il loro sangue le ossa del Maestro per permettergli di tornare in vita. Tuttavia, Xander e Angel portano in salvo gli ostaggi e l'implacabile Buffy uccide tutti i vampiri, compreso il loro capo. Nella disperazione del momento, con un martello distrugge le ossa del Maestro per poi venire abbracciata da Angel. Finalmente ha ritrovata la propria serenità.
- Altri interpreti: Kristine Sutherland (Joyce Summers), Robia LaMorte (Jenny Calendar), Andrew J. Ferchland (Il Consacrato), Dean Butler (Hank Summers), Brent Jennings (Absalom), Armin Shimerman (Preside Snyder), Tamara Braun (Tara)
- Musiche:
  - It Doesn't Matter (Alison Krauss): si sente quando Angel se ne va dalla stanza di Buffy.
  - Spoon (Cibo Matto): si sente quando le Cibo Matto suonano questa canzone al Bronze.
  - Sugar Water (Cibo Matto): si sente al Bronze mentre Buffy e Xander ballano.

## Pezzi di ricambio
- Titolo originale: Some Assembly Required
- Diretto da: Bruce Seth Green
- Scritto da: David Tyron King

### Trama
Buffy e Angel vanno in un cimitero dove un uomo risorge come vampiro. Buffy lo uccide, ma qualcosa attira la sua attenzione. Vede infatti una bara vuota da cui il cadavere è sparito. Willow indaga e scopre che nella tomba c'era il corpo di una ragazza morta con alcune sue amiche in un incidente stradale. Buffy, aiutata da Giles, Willow e Xander, dissotterra le bare delle altre ragazze morte nell'incidente, constatando che anch'esse sono vuote. Cordelia e Angel, per puro caso, trovano alcuni pezzi dei cadaveri nel bidone dell'immondizia, all'esterno della scuola.
Buffy ipotizza che il responsabile dell'esumazione sia uno studente della loro scuola che ha rubato i cadaveri per portarli all'istituto, tenendo solo alcune parti dei loro corpi. Giles ipotizza che intenda usare una qualche tecnica di resurrezione. Angel ha notato che le incisioni sui cadaveri sono molto accurate, ciò significa che lo studente in questione sia intelligente e conosca bene l'anatomia umana. I sospetti ricadono su Chris e Eric. Willow racconta a Buffy che Daryl, il fratello maggiore di Chris, era una promettente stella del football, morto durante una scalata.
Daryl è in vita, ma ha un aspetto mostruoso. Chris e Eric hanno usato i cadaveri delle ragazze per assemblare una compagna perfetta per Daryl, il quale, vergognandosi del proprio aspetto, non intende uscire allo scoperto ma desidera una compagna. Alla ricostruzione manca una testa contenente un cervello, ma Chris preferisce pazientare in attesa che un'altra ragazza muoia. Eric gli fa notare che il corpo assemblato si deteriorerà velocemente se non troveranno subito un cervello, perciò devono apprestarsi a uccidere una nuova ragazza, malgrado Chris lo ritenga immorale.
Buffy convince Chris dello sbaglio che sta commettendo, ma Eric vuole comunque portare a termine il lavoro. Scatta delle fotografie a Buffy, Willow e Cordelia, e le mostra a Daryl, la cui scelta ricade su Cordelia. Durante una partita di football, Daryl e Eric rapiscono Cordelia e a quel punto Chris, capendo che la faccenda gli è sfuggita di mano, porta Buffy nel laboratorio dove Eric vuole portare a termine l'operazione.
Buffy affronta Daryl, il quale, non riuscendo più a contenere la propria rabbia, attacca anche Eric facendogli perdere i sensi. Durante la lotta si scatena un incendio. Giles, Xander e Willow riescono a portare in salvo Eric e Cordelia, mentre Daryl sconfigge Buffy e, proprio quando era sul punto di ucciderla, si ferma davanti alle suppliche di Chris. Daryl decide di morire tra le fiamme, mentre Buffy conforta Chris, il quale aveva riportato in vita suo fratello Daryl nell'illusione di potersene prendere cura.
- Altri interpreti: Robia LaMorte (Jenny Calendar), Angelo Spizzirri (Chris Epps), Michael Bacall (Eric), Ingo Neuhaus (Daryl Epps), Melanie MacQueen (sig.ra Epps), Amanda Wilmshurst (cheerleader)
- Musiche:
  - My Girl (The Temptations): si sente quando la canta Eric.

## Un avversario pericoloso
- Titolo originale: School Hard
- Diretto da: John T. Kretchmer
- Scritto da: Joss Whedon e David Greenwalt (soggetto); David Greenwalt (sceneggiatura)

### Trama
Buffy e Sheila, le ragazze più indisciplinate della scuola, sono costrette dal preside Snyder a organizzare l'incontro serale scuola-famiglia. Nel frattempo, arriva in città una coppia di vampiri, Spike e Drusilla. Spike, che si vanta di aver ucciso due Cacciatrici in passato, riceve dal Consacrato il compito di fare fuori quella attuale la notte di San Vigio, notte in cui la forza dei vampiri raggiunge il massimo livello. Giles, leggendo su di lui, scopre che il vero nome di Spike è William. Pur essendo più giovane di Angel e avendo poco più di un secolo, Spike ha già ucciso due Cacciatrici ed è stato soprannominato "William il Sanguinario". Per Buffy, già oppressa dalla vita di studentessa, dagli obblighi di Cacciatrice e dal lavoro extra impostole da Snyder, le cose si mettono davvero male; soprattutto quando Spike, impaziente di battersi con lei, decide di anticipare di un giorno l'assalto e irrompere a scuola nel bel mezzo dell'incontro scuola-famiglia. Angel, che conosce Spike, si finge ancora cattivo per ingannare il nuovo nemico e aiutare Buffy, ma Spike non si fa ingannare e gli ricorda che Angel stesso è stato suo mentore da vampiro. Lo scontro volge a favore di Spike, ma Buffy viene salvata da sua madre, che colpisce Spike con un'ascia alla testa stordendolo e facendolo battere in ritirata. In seguito, mentre parla con Drusilla, Spike si sorprende di aver trovato una Cacciatrice con amici e famiglia e rinnova la sua intenzione di uccidere la sua terza Cacciatrice. Il Consacrato rimprovera Spike per il suo fallimento, ma il vampiro, mettendosi a ridere, chiude il Consacrato in una gabbia e lo espone alla luce del sole, uccidendolo e prendendo il controllo del posto assieme a Drusilla.
- Altri interpreti: Kristine Sutherland (Joyce Summers), Robia LaMorte (Jenny Calendar), Andrew J. Ferchland (Il Consacrato), James Marsters (Spike), Juliet Landau (Drusilla), Armin Shimerman (Preside Snyder)
- Musiche:
  - Spike Arrives (Shawn K. Clement e Sean W. Murray): si sente quando Spike arriva e distrugge il cartello Welcome to Sunnydale.
  - 1000 Nights (Nickel): si sente quando Xander balla al Bronze.
  - Stupid Things (Nickel): si sente quando Spike guarda Buffy ballare al Bronze.

## La prescelta
- Titolo originale: Inca Mummy Girl
- Diretto da: Ellen S. Pressman
- Scritto da: Matt Kiene e Joe Reinkemeyer

### Trama
Il liceo di Sunnydale ha organizzato uno scambio culturale tra ragazzi. Mentre Cordelia ospita a casa sua uno svedese, Buffy deve andare a prendere alla stazione dei bus un ragazzo sudamericano di nome Ampata Gutierrez.
Nel frattempo, la mummia di una principessa Inca, prescelta per essere sacrificata molti anni prima, viene liberata dal museo di storia naturale da uno studente di nome Rodney. La mummia si nutre, prima, dell'essenza vitale dello studente e, subito dopo, di quella del vero Ampata, sostituendosi a lui.
La nuova Ampata, una bellissima ragazza, fa subito breccia nel cuore di Xander. La gang scopre qualcosa sulla mummia e cerca di catturarla, senza sapere di averla accanto. Per restare in vita, Ampata deve risucchiare la vita di altri umani e, questa volta, sembra toccare a Xander. Ampata, tuttavia, si ferma appena in tempo perché si è innamorata di lui. Un guerriero che era a guardia della mummia tenta di fermarla, ma lei lo bacia, uccidendolo e prendendo la sua forza vitale.
Durante una festa in maschera Oz, il chitarrista della banda che si esibisce, si infatua di Willow a prima vista. Tenta di parlarle, ma non riesce perché la ragazza è intenta a salvare Xander, Giles e Buffy, che hanno scoperto la verità su Ampata.
La mummia cerca di baciare un altro studente, ma non riuscendoci è ormai in preda ai rimorsi. Giles va al museo per ricostruire il sigillo che teneva imprigionata la mummia. Ampata sente quello che sta accadendo e raggiunge il museo. Poco dopo, arrivano anche Buffy, Xander e Willow; quest'ultima viene presa da Ampata che tenta di baciarla, ma Xander si mette di mezzo impedendole di fare del male alla sua amica. Si offre lui come sacrificio, ma Ampata non trova il coraggio di fargli del male e accetta di morire poiché ormai non ha altra forza vitale da assorbire.
- Altri interpreti: Kristine Sutherland (Joyce Summers), Ara Celi (Ampata Gutierrez), Seth Green (Oz), Jason Hall (Devon MacLeish), Henrik Rosvall (Sven), Clayne Crawford (Rodney) Joey Crawford, Danny Strong (Jonathan Levinson), Kristen Winnicki (Gwen), Gil Birmingham (Peruviano), Samuel Jacobs (Ragazzo peruviano), Bernard White (Guardia del corpo [non accreditato])
- Musiche:
  - Shadows (Four Star Mary): si sente perché viene cantata al Bronze dal gruppo di Oz, i Dingoes Ate My Babies.
  - Fate (Four Star Mary): si sente quando Xander e Ampata ballano.

## Festa macabra
- Titolo originale: Reptile Boy
- Diretto da: David Greenwalt
- Scritto da: David Greenwalt

### Trama
Buffy e Angel trovano un braccialetto da ragazza nel cimitero. Angel vi sente l'odore di sangue e capisce che qualcuno abbia fatto del male alla proprietaria. Buffy è stressata, Giles non fa che riempirla di doveri, mentre Angel a stento le dedica del tempo. Si tratta di un vampiro centenario, mentre lei è solo una ragazza sedicenne, quindi l'amore che prova per lei lo mette a disagio. Cordelia inizia a uscire con Richard, ragazzo di famiglia benestante. Lui è disposto a invitarla a una festa della confraternita universitaria di cui è membro, Delta Zeta Kappa, ma a patto che inviti pure Buffy, che l'ha colpito per la sua bellezza.
Buffy, pur provando antipatia per Richard, inizia a sentirsi attratta dall'amico Tom. Accetta di partecipare alla festa, alla quale si imbuca anche Xander. Intanto, Giles e Willow indagano sul braccialetto. Willow ricorda di averlo già visto: appartiene alle ragazze di un liceo fuori città. Scopre che una delle studentesse è scomparsa, ma l'anno prima sono sparite anche altre ragazze. Alla festa, Buffy viene drogata tramite una bibita. Richard è tentato di violentarla, ma Tom gli impone di non farlo perché Buffy è stata designata come vittima sacrificale, insieme a Cordelia e alla proprietaria del braccialetto.
I ragazzi della confraternita incatenano le ragazze per darle in sacrificio al demone Machida, a cui sono devoti. Intervengono Giles, Xander e Angel, che affrontano Richard e gli altri riuscendo a sopraffarli. Buffy, intanto, si libera dalle catene e combatte contro Tom, sconfiggendolo. La Cacciatrice, con una spada, infilza il demone Machida uccidendolo e salvando Cordelia. Tom e Richard vengono arrestati insieme agli altri confratelli, poiché la polizia ha rinvenuto i resti di altre ragazze risalenti ad almeno 50 anni prima. Le famiglie dei membri della confraternita offrivano periodicamente delle ragazze in sacrificio a Machida, in modo che il demone riservasse loro fortuna, ricchezza e potere.
- Altri interpreti: Greg Vaughan (Richard Anderson), Todd Babcock (Tom Warner), Jordana Spiro (Callie Anderson), Robin Atkin Downes (Machida), Danny Strong (Jonathan Levinson), Christopher Dahlberg (Tackle), Jason Posey (Linebacker), Coby Bell (Giovane)
- Musiche:
  - Graffiti Sound (Shawn K. Clement e Sean W. Murray): si sente quando Buffy aspetta fuori dalla scuola.
  - Devil's Lair (Shawn K. Clement e Sean W. Murray): si sente quando Cordelia e Buffy arrivano al party.
  - If I Can't Have You (Shawn K. Clement e Sean W. Murray): si sente al party.
  - Wolves (Shawn K. Clement e Sean W. Murray): si sente quando Cordelia se ne va.
  - She (Louis Says): si sente al party quando Buffy balla con Tom, e anche alla fine dell'episodio quando Angel chiede a Buffy di uscire a bere un caffè.
  - Bring Me On (Act Of Faith): si sente al party quando Xander subisce la penitenza.
  - Secrets (Shawn K. Clement e Sean W. Murray): si sente al Bronze quando Cordelia parla del caffè.

## Halloween
- Titolo originale: Halloween
- Diretto da: Bruce Seth Green
- Scritto da: Carl Ellsworth

### Trama
Buffy e gli altri vengono incaricati dal preside Snyder a condurre i bambini in giro per le case, la sera di Halloween. 
È risaputo che vampiri, mostri e demoni non circolino la notte di Halloween, quindi tutti si aspettano una serata tranquilla tra amici. Buffy si veste da dama dell'Ottocento per farsi bella agli occhi di Angel, Willow da fantasma, anche se sotto il manto bianco è vestita da prostituta, Xander da soldato e Cordelia da leopardo. Quando il gioco di dolcetto o scherzetto ha inizio, ragazzi e bambini si trasformano in quello da cui si sono mascherati. Buffy diventa un'innocente e paurosa dama, Willow un vero e proprio fantasma e Xander un esperto soldato; solo Cordelia, che ha preso il vestito in un negozio differente rimane la stessa di sempre. La gang si rifugia inizialmente a casa di Buffy. Willow prende il comando. Intanto arriva anche Angel e, durante il combattimento contro un demone, si mostra come vampiro; Buffy, essendo una dama ottocentesca, non ricordava la sua vera natura e fugge spaventata. La situazione sembra peggiorare con l'entrata in scena di Spike, sempre intenzionato a uccidere Buffy.
Willow va da Giles per informarlo di ciò che sta accadendo, e capiscono che la trasformazione dipende dal negozio in cui sono stati acquistati i vestiti da maschera. Vi si recano insieme per scoprire che, dietro a tutto, c'è Ethan Rayne, un vecchio amico-nemico di Giles e adoratore del Caos. Giles caccia via Willow, che raggiunge gli altri, e obbliga Ethan a svelargli come liberarsi dall'incantesimo: dovrà rompere la testa della statua della divinità Giano. Giles agisce proprio mentre Spike sta per mordere Buffy, la quale torna in sé come tutti gli altri, compresi i bambini radunati da Spike per attaccare la Cacciatrice. Trovandosi solo e malmenato dalla Cacciatrice, il vampiro fugge. 
Il giorno seguente, Giles torna al negozio ma lo trova deserto. Ethan è fuggito, lasciando il messaggio "Ci rivedremo..."
- Altri interpreti: Seth Green (Oz), Robin Sachs (Ethan Rayne), James Masters (Spike), Juliet Landau (Drusilla), Armin Shimerman (Preside Snyder), Larry Bagby (Larry Blaisdell), Abigail Gershman (Ragazza)
- Musiche:
  - Shy (Epperley): si sente quando Cordelia parla con Angel.
  - How she died (Treble Charger): si sente quando Willow cammina davanti a Oz.

## La verità fa male
- Titolo originale: Lie to Me
- Diretto da: Joss Whedon
- Scritto da: Joss Whedon

### Trama
Buffy vede Angel parlare con Drusilla e pensa che sia interessato a lei; anche Spike non sopporta di vederli insieme. Angel le spiega ben presto quali sono i suoi rapporti con la vampira e le parla dell'ossessione che aveva per Drusilla molti anni prima, quando ancora non aveva un'anima: di tutte le atrocità che ha commesso, rovinare Drusilla fu la peggiore. Era una ragazza vergine, dolce e affettuosa, lui si è divertito a tormentarla psicologicamente uccidendole la famiglia e trasformandola in vampiro il giorno stesso in cui doveva prendere i voti. 
Nel frattempo, arriva in città un vecchio amico di Buffy, Billy Fordham, detto Ford. Ben presto si scopre che Ford è a capo di una setta di umani che vogliono diventare vampiri. Ford fa un patto con Spike: se gli porterà Buffy, lui renderà vampiro Ford e tutta la setta. Quando Buffy scopre l'inganno, se la prende con Ford, ma scopre anche il terribile motivo che lo induce a fare una cosa del genere: è un malato terminale.
Buffy prova a salvare il gruppo di ragazzi solo minacciando Drusilla, ma Ford rimane all'interno. Sarà trasformato in vampiro, ma appena resuscitato dalla tomba la Cacciatrice porrà fine alla sua esistenza.
- Altri interpreti: Robia LaMorte (Jenny Calendar), Jason Behr (Billy 'Ford'Fordham), Jarrad Paul (Marvin/Diego), James Masters (Spike), Juliet Landau (Drusilla), Will Rothhaar (James), Julia Lee (Chanterelle), Todd McIntosh (Vampiro #1 [non accreditato]), Julie Michaels (Vampiro #2 [non accreditato])
- Musiche:
  - Neverland (The Sisters Of Mercy): si sente quando Ford scende le scale del Sunset Club per raggiungere Diego.
  - Reptile (Creaming Jesus): si sente quando Angel, Xander e Willow scendono le scale del Sunset Club.
  - Lois, On The Brink (Willoughby): si sente al Bronze quando Xander, Willow e Ford giocano a biliardo.

## Oscurità
- Titolo originale: The Dark Age
- Diretto da: Bruce Seth Green
- Scritto da: Dean Batali e Rob Des Hotel

### Trama
Un uomo in cerca di Giles viene ucciso da un demone proprio davanti alla porta di casa sua. Subito dopo, il demone si scioglie. Nella stessa notte, Giles ha degli incubi legati a quello stesso demone. A identificare il corpo all'obitorio viene chiamato Giles, che lo riconosce: era un suo vecchio amico, Philip Henry. Da questo momento, Giles inizia ad avere uno strano comportamento che, conoscendolo, tutti cercano invano di spiegarsi. L'Osservatore scopre che tutte le persone che, molti anni prima, facevano parte del suo gruppo giovanile, sono morte in circostanze misteriose. Gli unici ancora vivi sono lui ed Ethan. 
Intanto, il corpo di Philip all'obitorio si alza, posseduto dal demone che lo aveva ucciso, e si reca in biblioteca dove Buffy ha sorpreso Ethan. Buffy, con l'aiuto dei suoi amici, chiude il posseduto nella gabbia della biblioteca, ma questo si libera colpendo Jenny che perde i sensi. Subito dopo, il corpo posseduto si scioglie. Giles porta via Jenny e gli altri iniziano le ricerche, arrivando alla conclusione che, con la liquefazione, il demone si sia impossessato di Jenny. Buffy si reca immediatamente da Giles e riesce a mettere fuga il demone. 
Ben presto si scopre che Giles e i suoi amici, tempo addietro, crearono un demone che li marchiò per poterli ritrovare ovunque. 
Mentre i ragazzi continuano le ricerche per trovare un metodo per fermare il demone, evitando la morte di Jenny, Buffy va da Ethan. Costui la colpisce e immobilizza per tatuarle il "marchio di Eyghon", subito dopo cancella il suo con dell'acido. Giles, legato al tatuaggio da un potere soprannaturale, ha una visione dell'avvenimento e corre in soccorso della ragazza. 
Durante le ricerche, Willow trova una soluzione: dovrà riuscire a far combattere Eyghon e Angel, che è morto ma già posseduto da un demone essendo un vampiro. La lotta avviene e il demone viene ucciso.
- Altri interpreti: Robia LaMorte (Jenny Calendar), Robin Sachs (Ethan Rayne), Stuart McLean (Philip Henry), Wendy Way (Diedre Page), Michael Earl Reid (Custode), Daniel Murray (Cultista inquietante), Carlease Burke (Detective Winslow), Anthony Sears (Addetto alla morgue), John Bellucci (Uomo).

## L'unione fa la forza (1ª parte)
- Titolo originale: What's My Line?: Part 1
- Diretto da: David Solomon
- Scritto da: Howard Gordon e Marti Noxon

### Trama
Spike, aiutato dal vampiro Dalton, studia un modo per guarire Drusilla dal delirio mentale che da tempo la tormenta. Alcune istruzioni sono contenute in un libro, ma per Dalton è difficile decifrarle. Buffy, durante la sua ronda notturna, vede Dalton rubare una croce da un reliquiario. Il giorno dopo, Giles e Buffy vanno a fare un sopralluogo e l'Osservatore scopre che la croce era un cifrario appartenente a Josephus du Lac, un teologo membro di una setta che venne scomunicata dal Vaticano.
Dalton deve usare la croce trafugata per decifrare le istruzioni per il rito utile a restituire la sanità mentale a Drusilla, scoprendo tuttavia che è necessaria la presenza di Angel. Spike, temendo un'intromissione di Buffy, fa convocare a Sunnydale tre assassini su commissione, l'Ordine di Taraka. Uno di loro, Norman Pfister, ha il potere di trasformare il suo corpo in vermi. Intanto, una ragazza arriva a Sunnydale come clandestino in un aereo.
Uno dei tre assassini attacca Buffy mentre si trovava in una pista di pattinaggio. Angel interviene in suo aiuto, ma viene salvato da Buffy che, con un calcio alla gola, uccide il sicario. La sconosciuta giunta in aereo osserva Buffy da lontano, mentre sta baciando Angel. La Cacciatrice trascorre la notte nella casa di Angel tutta da sola, mentre il vampiro va nel bar di Willy, un suo conoscente: vuole chiedergli dove trovare Spike. Proprio in quel momento, la ragazza che prima stava spiando Angel e Buffy attacca il vampiro, dando prova di avere una forza incredibile. Riesce a sopraffarlo e a chiuderlo in una gabbia: al sorgere del sole morirà bruciato vivo.
Giles e Willow intuiscono che la croce serve per studiare un incantesimo per guarire Drusilla dalla sua instabilità mentale, mentre Xander e Cordelia vanno a casa di Buffy, ignari che, invece dell'amica, troveranno ad attenderli Norman. La misteriosa sconosciuta, dopo aver rinchiuso Angel nella gabbia, va a casa del vampiro e vi trova Buffy. Le due ragazze iniziano a lottare, finché Buffy scopre che anche l'altra ragazza è una Cacciatrice. Il suo nome è Kendra.
- Altri interpreti: Seth Green (Oz), Eric Saiet (Dalton), Kelly Connell (Norman Pfister), Bianca Lawson (Kendra Young), Saverio Guerra (Willy the Snitch), James Masters (Spike), Juliet Landau (Drusilla), Armin Shimerman (Preside Snyder), Michael Rothhaar (uomo in completo), Patricia Bethune (sig.ra Kalish), Spice Williams (Patrice [non accreditato])
- Musiche:
  - Primavera (Antonio Vivaldi): si sente quando Willow e Oz si incontrano alla Fiera della Carriera.

## L'unione fa la forza (2ª parte)
- Titolo originale: What's My Line?: Part 2
- Diretto da: David Semel
- Scritto da: Marti Noxon

### Trama
Kendra, avendo visto Buffy e Angel baciarsi, pensava che entrambi fossero dei vampiri. Ritenendo Angel un vampiro malvagio, ha cercato di ucciderlo rinchiudendolo nella gabbia, ma compreso l'equivoco lo libera assieme a Buffy. Willy, tuttavia, in cambio di denaro ha consegnato Angel a Spike, che ne necessita per l'incantesimo da fare a Drusilla. Giles spiega a Buffy e Kendra che può esistere una sola Cacciatrice, ma se una muore un'altra prescelta ne eredita il potere. Era stata sufficiente la breve morte di Buffy per opera del Maestro affinché i poteri di Kendra si attivassero. Come afferma Giles, questo è il primo caso documentato di due Cacciatrici coesistenti.
Norman cerca di uccidere Xander e Cordelia, ma i due si mettono al riparo e, in un momento di disperazione, finiscono col baciarsi appassionatamente. Scappano quando Norman lascia la casa di Buffy. Fa la sua comparsa Patrice, il terzo assassino, che a scuola spara a Willow e Buffy. Oz, per proteggere Willow, viene ferito da un proiettile e Kendra mette in fuga Patrice.
Buffy scopre che Kendra ha condotto un'esistenza molto diversa dalla sua. I suoi genitori la diedero via quando lei era ancora molto piccola, affidandola alle cure del suo Osservatore. La vita di Kendra è votata alla propria missione di Cacciatrice, non ha amici né tanto meno una vita privata. Giles si documenta meglio sull'incantesimo che restituirà a Drusilla la propria sanità mentale, scoprendo che è necessario il "sire" di Drusilla, ovvero il vampiro che la generò. Buffy, a quel punto, rivela a tutti che era stato Angel a generare Drusilla e ciò spiega perché è necessario per l'incantesimo. Giles è preoccupato perché Drusilla è un vampiro molto forte, se recuperasse la ragione diverrebbe pericolosissima.
Buffy e Kendra costringono Willy con le maniere forti a rivelare dove si terrà l'incantesimo, ovvero in una chiesa. Buffy vi si reca insieme a Kendra, Giles, Cordelia, Willow e Xander, intanto il rito ha inizio e Spike accoltella con lo stesso pugnale sia la mano di Angel che quella di Drusilla. Norman si trasforma in tanti piccoli vermi, cadendo così nella trappola di Cordelia e Xander, che prima li immobilizzano con la colla liquida e poi li uccidono calpestandoli.
Kendra sconfigge Patrice, mentre Buffy affronta Spike, il quale è costretto a interrompere l'incantesimo. Tenta di fuggire portando in braccio Drusilla, ma Buffy gli lancia contro un turibolo per fare in modo che un organo gli cada addosso. Infine, porta Angel in salvo.
Kendra lascia Sunnydale. Lei e Buffy si salutano da buone amiche e Kendra cerca di convincerla a cambiare la sua percezione di Cacciatrice, facendole capire che, invece che come una semplice missione, deve vedere questo titolo come una vocazione. Spike, ancora incosciente, viene salvato da Drusilla; l'incantesimo ha funzionato e finalmente ha ritrovato la sua lucidità mentale.
- Altri interpreti: Seth Green (Oz), Saverio Guerra (Willy the Snitch), Kelly Connell (Norman Pfister), Bianca Lawson (Kendra), James Masters (Spike), Juliet Landau (Drusilla), Danny Strong (Jonathan Levinson), Spice Williams (Patrice [non accreditato])

## Il fidanzato di mamma
- Titolo originale: Ted
- Diretto da: Bruce Seth Green
- Scritto da: David Greenwalt e Joss Whedon

### Trama
Tutti pensano che il nuovo fidanzato della madre di Buffy, Ted Buchanan, sia l'uomo perfetto: dolce, gentile, venditore di successo di computer e bravo cuoco. L'unica a non trovarlo simpatico è Buffy. L'uomo si rivela essere molto severo e perfido nei confronti di Buffy e, durante una lite, la colpisce forte. La Cacciatrice, per difendersi, lo spinge giù dalle scale, uccidendolo.
Divorata dai sensi di colpa, ammette la verità e viene portata alla polizia. I suoi compagni di scuola la guardano come una criminale. Tuttavia, Ted si sveglia e torna da Joyce, rivelando di essere rimasto privo di vita solo per pochi minuti. Durante le ricerche, Willow scopre che nei suoi biscotti Ted metteva un tranquillante, mentre Cordelia trova i suoi certificati di matrimonio, uno risalente a molti anni prima. In teoria, Ted doveva essere un ragazzino quando si era sposato, per cui il fatto si rivela impossibile. 
Cordelia, Willow e Xander trovano la casa di Ted e scovano i cadaveri delle sue prime quattro mogli. Ted aggredisce sia Buffy che Joyce; è ossessionato dalla donna e la vuole tutta per sé. Buffy lo colpisce in testa con una padella, ferendolo e scoprendo al di sotto della pelle dei circuiti robotici. Lo colpisce violentemente con la padella per la seconda volta e lo mette finalmente fuori uso.
In realtà, Ted era morto anni prima. Era stato abbandonato dalla moglie quando era un malato terminale, ma prima di morire aveva creato una sua versione robotizzata per riconquistare la consorte. Ogni volta che una moglie moriva, ne trovava un'altra in sostituzione. Buffy e Joyce infine si riconciliano.
- Altri interpreti: John Ritter (Ted Buchanan), Kristine Sutherland (Joyce Summers), Robia LaMorte (Jenny Calendar), Ken Thorley (Neal), James MacDonald (Detective Stein), Jeff Langton (Vampiro), Jeff Pruitt (Vampiro #1 [non accreditato])

## Uova cattive
- Titolo originale: Bad Eggs
- Diretto da: David Greenwalt
- Scritto da: Marti Noxon

### Trama
Grazie a un nuovo progetto scolastico mirato a spiegare quanto sia impegnativo crescere una famiglia, ogni studente porta a casa un uovo a cui dovrà badare come fosse un figlio. Durante la notte, tuttavia, a tutti gli studenti capita qualcosa di strano: dei tentacoli escono dalle uova, si attaccano al loro corpo e ne assorbono l'energia.
Quando anche l'uovo di Buffy si schiude, lei scopre che racchiudono degli esseri parassiti. Questi conducono i corpi alla sala caldaie dove si trova la loro genitrice, cioè un enorme demone primitivo di nome Bezoar che continua a deporre delle uova. 
Solo Buffy e Xander, che ha bollito il suo uovo per paura di romperlo, sono salvi e cercano di eliminare il demone. 
Nel frattempo, anche due vampiri fratelli, i Gorch, decidono di dare del filo da torcere a Buffy.
Il demone trascina la Cacciatrice sotto le macerie, ma lei lo uccide e tutti, inclusa la madre di Buffy, si lasciano convincere si sia trattato di una semplice fuga di gas.
- Altri interpreti: Kristine Sutherland (Joyce Summers), Jeremy Ratchford (Lyle Gorch), James Parks (Tector Gorch), Rick Zieff (Mr. Whitmore), Danny Strong (Jonathan Levinson), Brie McCaddin (Ragazza carina), Eric Whitmore (Guardiano notturno)
- Musiche:
  - Eine Kleine Nachtmusik e Die Zauberflöte (Wolfgang Amadeus Mozart): si sente quando Buffy è al supermercato con sua madre.

## Sorpresa
- Titolo originale: Surprise
- Diretto da: Michael Lange
- Scritto da: Marti Noxon

### Trama
È il diciassettesimo compleanno di Buffy e i suoi amici si danno da fare per organizzarle una festa a sorpresa. Buffy fa un sogno in cui Drusilla uccide Angel, e ciò le fa temere che la vampira non sia morta poiché crede che, come le altre volte, il suo incubo possa avverarsi. Drusilla e Spike stanno effettivamente tramando di ricomporre il Giudice, un potente demone immortale in grado di distruggere ogni essere dotato di umanità, senza bisogno di toccarlo. Una tale creatura non può essere uccisa da nessuna arma forgiata da mano umana, ma si scopre che in precedenza il suo corpo venne smembrato da un intero esercito.
Jenny Calendar si svela essere una zingara, incaricata dal suo clan Kalderash di controllare Angel, maledetto dopo aver ucciso una loro componente. Lo zio di Jenny, arrivato a Sunnydale, la rimprovera aspramente perché l'anziana veggente del clan ha percepito che una minaccia incombente mette in pericolo l'anima di Angel: Jenny gli confessa che il vampiro è innamorato di Buffy. Ciò scatena la rabbia dell'uomo, che le ricorda quanto la felicità assoluta porterebbe Angel a perdere la sua anima, e le conseguenze sarebbero catastrofiche per tutti.
Buffy, nel frattempo, intercetta una delle casse contenenti i pezzi del Giudice, che contiene il suo braccio destro. Oz, che è stato invitato da Willow alla festa di compleanno di Buffy, scopre che i vampiri esistono e che Buffy ne è la Cacciatrice.
Su consiglio di Jenny, Angel decide di partire all'estero con il pretesto di allontanare la cassa intercettata da Buffy. 
Una Buffy disperata lo accompagna al porto per dirgli addio. Lui le confessa il suo amore e le regala un anello, ma vengono attaccati dai vampiri di Spike, che riescono a riprendersi la cassa con il braccio. 
Buffy ha un altro incubo: scopre dove si nascondono Spike e Drusilla e che Jenny Calendar è implicata in qualche modo nella vicenda. Con Angel si reca alla vecchia fabbrica per controllare a che punto sono i vampiri con la ricostruzione del Giudice. Purtroppo il Giudice è già stato riassemblato e uccide Dalton, dando sfoggio del suo potere che, tuttavia, non è totalmente ripristinato. Buffy e Angel vengono scoperti e riescono a scappare, per rifugiarsi nell'appartamento di Angel dove fanno l'amore per la prima volta. Mentre dormono, Angel spalanca gli occhi. In preda a un forte malore, esce all'esterno e cade in ginocchio sotto la pioggia.
- Altri interpreti: Seth Green (Oz), Kristine Sutherland (Joyce Summers), Robia LaMorte (Jenny Calendar), Brian Thompson (Il Giudice), Eric Saiet (Dalton), Vincent Schiavelli (Zio Enyos), James Masters (Spike), Juliet Landau (Drusilla).
- Musiche:
  - Anything (Shawn Clement, Sean Murray e Cari Howe: si sente quando Buffy sogna.
  - Transylvania Concubine (Rasputina): si sente quando Drusilla balla.
  - Buffy and Angel Love Theme (Christophe Beck): si sente quando Angel confessa a Buffy di amarla.

## Un attimo di felicità
- Titolo originale: Innocence
- Diretto da: Joss Whedon
- Scritto da: Joss Whedon

### Trama
Dopo che Angel fa l'amore con Buffy, Drusilla percepisce che è successo qualcosa, poiché Angel è tornato a essere una creatura malvagia. Difatti, Angel torna a essere Angelus e per strada uccide una donna mordendola al collo. Dopo poco si unisce a Drusilla e Spike e non può essere ucciso dal Giudice, poiché in lui non c'è più umanità. Drusilla ha capito che è tornato quello di prima e adesso l'unico obiettivo di Angel è eliminare Buffy. 
Lo zio di Jenny le spiega che i loro antenati maledirono Angel quando gli restituirono l'anima. Il vampiro avrebbe vissuto nella consapevolezza che, se avesse provato un solo attimo di felicità assoluta, avrebbe perso l'anima per sempre. Nonostante Jenny sia stata mandata a Sunnydale per tenere d'occhio Angel, ormai non condivide i valori della sua famiglia che, con cinismo, brama all'eterna infelicità di Angel. La donna è invece preoccupata per gli innocenti che rischieranno di morire. 
Nel frattempo, Spike non gradisce la presenza di Angel poiché preferirebbe uccidere Buffy all'istante, mentre Angel ritiene che la cosa migliore sia prima darle il tormento. Spiega a Spike che Buffy è più forte delle Cacciatrici che lui ha ucciso precedentemente, e che per sconfiggerla è prima necessario ferirla nell'animo. Usa con lei parole denigratorie e umilianti, dicendole di essere rimasto indifferente per la notte d'amore vissuta assieme, poi tenta di uccidere Willow, che si salva solo grazie all'intervento di Buffy e Xander. 
Durante la notte, la Cacciatrice sogna un funerale al quale è presente Jenny. Comprende che il sogno è un messaggio e arriva ad aggredire Jenny in classe perché, ormai, sa che la donna le nasconde qualcosa di importante. Jenny ammette di essere una discendente degli zingari che maledirono Angel, rivelandole che solo un momento di felicità assoluta lo avrebbe privato dell'anima. Buffy capisce in questo modo che, avendo fatto l'amore con lui, gli aveva donato la felicità assoluta privandolo però della sua anima. Chiede a Jenny di fare in modo che gli venga restituita, ma lei ammette di non poterlo fare perché l'incantesimo che lo maledì la prima volta è ormai andato perduto. Pensa di chiedere l'aiuto di suo zio, ma lo trova morto, ucciso da Angel.
A Xander viene in mente un'idea per uccidere il Giudice: in passato si era ritenuto che nessuna arma forgiata potesse ucciderlo, ma in epoca moderna esistono armi più potenti. Xander, Cordelia e Willow, con l'aiuto di Oz, rubano un lanciarazzi da una base militare. Oz intuisce che il Giudice, se volesse causare una strage di massa, lo farebbe in un centro commerciale. Ed è proprio lì che il Giudice, infatti, si appresta a usare i propri poteri. Buffy, tuttavia, lo fa saltare in aria con il lanciarazzi, riducendo il suo corpo in mille pezzi. Combatte anche contro Angel e lo sconfigge, ma non è ancora pronta a ucciderlo, sebbene dimostri di essere capace di fargli molto male. Per questa volta gli risparmia la vita, promettendogli che, quando le ricapiterà l'occasione, non gli mostrerà indulgenza.
Giles riaccompagna Buffy a casa. Non intende rimproverarla, ma solo assicurarle che da parte sua avrà solo comprensione e affetto. La ragazza trascorrerà una tranquilla serata sul divano a guardare un film, godendosi un momento di serenità tra le braccia di sua madre.
- Altri interpreti: Seth Green (Oz), Kristine Sutherland (Joyce Summers), Robia LaMorte (Jenny Calendar), Brian Thompson (Il Giudice), Ryan Francis (Soldato), Vincent Schiavelli (Zio Enyos), James Masters (Spike), Juliet Landau (Drusilla), James Lurie (Insegnante), Carla Madden (Donna), Parry Shen (Studente)
- Musiche:
  - Goodnight My Love (Shirley Temple)

## Notte di luna piena
- Titolo originale: Phases
- Diretto da: Bruce Seth Green
- Scritto da: Rob Des Hotel e Dean Batali

### Trama
Mentre Cordelia e Xander si trovano da soli nel bosco, vengono attaccati da una creatura simile a un enorme cane inferocito. Trattandosi di una notte di luna piena, il giorno seguente Giles capisce che si è trattato dell'attacco di un licantropo. Pur volendo dare la caccia al mostro, l'Osservatore preferisce non ucciderlo perché si tratta di una persona innocente vittima di una maledizione.
Purtroppo, Buffy deve vedersela con Kane, uno spietato cacciatore di licantropi che dà la caccia al mostro. 
Intanto, Xander scopre che Larry, il suo antipatico compagno di scuola e giocatore della squadra di football, è stato morso da un cane. Lui sospetta che stia mentendo e che a morderlo in realtà sia stato un licantropo; ciò significherebbe che Larry è stato infettato e che anche lui è un lupo mannaro. Buffy affronta il licantropo al Bronze, la bestia scappa e incrocia per caso Angelus. Il vampiro uccide Theresa, una compagna di scuola di Buffy.
Il mattino dopo, il licantropo torna umano e si rivela essere Oz. Il ragazzo scopre dalla zia che suo cugino Jordy è un lupo mannaro ed è stato proprio lui a infettarlo. Xander, credendo erroneamente che Larry sia il lupo mannaro a cui dare la caccia, finisce invece col metterlo nella posizione di rivelargli la sua omosessualità. Buffy, nel frattempo, scopre che Angelus ha trasformato Theresa in un vampiro: quest'ultima tenta di uccidere la Cacciatrice, ma interviene Xander che salva l'amica uccidendo Theresa.
Quando Oz si trasforma in un licantropo davanti a Willow, lei gli spara un sedativo mettendolo fuori combattimento. Buffy, con tono minatorio, intima a Kane di non farsi mai più rivedere a Sunnydale. Anche se Oz prova dei sentimenti per Willow preferisce non frequentarla, temendo di non saper gestire la sua nuova natura di licantropo. La ragazza non ritiene invece che ciò possa minacciare il loro rapporto, lo bacia e Oz capisce ormai di essere un "licantropo innamorato".
- Altri interpreti: Seth Green (Oz), Camila Griggs (Miss Litto), Jack Conley (Kane), Larry Bagby (Larry Blaisdell), Megahn Perry (Theresa), Keith Campbell (Lupo mannaro)
- Musiche:
  - Blind For Now (Lotion): si sente al Bronze quando Willow e Cordelia parlano.

## Caccia all'uomo
- Titolo originale: Bewitched, Bothered and Bewildered
- Diretto da: James A. Contner
- Scritto da: Marti Noxon

### Trama
Xander si è accorto che Amy fa uso della magia, tra l'altro anche la madre di Amy era una strega. Dato che Cordelia viene giudicata male dalle sue amiche ora che esce con Xander, da loro reputato un ragazzo insignificante, lo lascia il giorno di San Valentino, dopo che Xander le aveva regalato un ciondolo. Xander chiede quindi a Amy di fare una fattura d'amore per far innamorare Cordelia di lui, in modo da poterla rifiutare per umiliarla.
Affinché l'incantesimo possa funzionare, è necessario un oggetto di Cordelia. Per ottenerlo, Xander le intima di restituirgli il ciondolo che le aveva donato per San Valentino. Amy può fare l'incantesimo, ma mette in guardia Xander: se le sue intenzioni non sono pure, la magia potrebbe avere esiti incerti. Cordelia infatti non risulta essere minimamente attratta da lui, ma stranamente Buffy tenta di sedurlo e anche Amy si rivela infatuata di Xander; come se non bastasse, Willow si propone di fare l'amore con lui. Xander non tarda a capire che l'incantesimo di Amy ha funzionato male, invece che far innamorare Cordelia tutte le altre donne si sentono attratte da lui.
Quando anche Jenny si rivela infatuata di Xander, il ragazzo chiede aiuto a Giles. L'Osservatore gli spiega che le fatture d'amore si trasformano in ossessione, disperdendo il senso di razionalità. Mentre Buffy cerca di fare sesso con lui, Amy usa la magia nera per trasformarla in un ratto. Tutte le ragazze della scuola arrivano ad aggredire Cordelia; Xander la porta in salvo a casa di Buffy, dove anche Joyce si innamora di lui. Angelus, che era andato a casa di Buffy, vedendolo lì decide di uccidere Xander, ma Drusilla, anch'essa infatuata di Xander, attacca Angelus mettendolo in fuga.
Drusilla vuole trasformare Xander in un vampiro, ma viene fermata da un'orda di donne, tutte perdutamente innamorate di lui. Giles convince Amy ad annullare l'incantesimo fatto a Buffy, che ritorna umana. L'Osservatore inverte la fattura d'amore, in modo che le donne non siano più fatalmente innamorate di Xander. 
Dopo quello che è successo, capendo che l'affetto che prova per Xander va oltre la considerazione che le sue amiche hanno di lui, Cordelia riprende a frequentarlo. 
- Altri interpreti: Seth Green (Oz), Kristine Sutherland (Joyce Summers), Robia LaMorte (Jenny Calendar), Elizabeth Anne Allen (Amy Madison), Mercedes McNab (Harmony Kendall), Lorna Scott (Miss Beakman), James Masters (Spike), Juliet Landau (Drusilla), Jason Hall (Devon MacLeish), Jennie Chester (Kate), Kristen Winnicki (Seguace di Cordelia), Tamara Braun (Ragazza sovraeccitata), Scott Hamm (Jock)
- Musiche:
  - Pain (Four star Mary): si sente al Bronze quando i Dingoes Ate My Baby la suonano sul palco.
  - Drift Away (Naked): si sente quando Cordelia e Xander si lasciano.
  - Got The Love (The Average White Band): si sente mentre Xander entra a scuola.

## Passioni
- Titolo originale: Passion
- Diretto da: Michael Gershman
- Scritto da: David Tyron King

### Trama
L'ossessione di Angelus nei confronti di Buffy si fa sempre più forte. Si immette nella sua stanza durante la notte per lasciarle un disegno che la ritrae mentre dorme, uccide i pesci rossi di Willow e blocca la madre di Buffy davanti a casa, dicendole che lui e la figlia hanno fatto l'amore. Willow usa un incantesimo in modo che Angelus non possa più entrare nella casa di Buffy e Joyce, a meno che non venga invitato.
Drusilla scopre, tramite i propri poteri, che Jenny è a un passo dal tradurre il rituale per restituire a Angelus l'anima. Quest'ultimo la bracca e uccide a scuola, per poi adagiare il suo corpo sul letto di Giles, proprio la sera in cui i due avrebbero dovuto incontrarsi per una serata romantica. Quando Giles trova la stanza illuminata da luci soffuse, con lo champagne e i petali di rosa sul pavimento, sale di sopra felice, ma purtroppo trova Jenny priva di vita sul suo letto. Willow e Buffy ricevono la telefonata che fa sapere loro della morte della professoressa e iniziano a piangere, mentre Angelus, che le spia dalla finestra, si diverte nel vedere il loro dolore. 
Un furente Giles si reca da Angelus, ma quando Buffy lo scopre decide di fermarlo. Non riceve tuttavia il sostegno di Xander, che ritiene giustificabile la rabbia di Giles per ciò che il vampiro gli ha fatto. Buffy vuole comunque impedire all'Osservatore di combattere contro Angelus, consapevole che l'uomo ne uscirà sconfitto. Spike si arrabbia con lui, accusandolo di aver esagerato nel provocare Giles in quel modo perché otterrà ritorsioni da parte dell'Osservatore. Giles difatti dà fuoco al loro rifugio, poi con un bastone picchia brutalmente Angelus. Drusilla prova ad attaccare Giles, ma viene fermata da Spike, il quale ritiene che Angelus, avendo lui stesso scatenato la rabbia di Giles, debba assumersi le proprie responsabilità.
Angelus riesce a sopraffare Giles, ma in suo aiuto interviene Buffy che sconfigge facilmente il vampiro pur trovandosi costretta a farlo fuggire per salvare Giles, in pericolo tra le fiamme. La Cacciatrice lo abbraccia, facendogli capire che se fosse morto lei si sarebbe sentita persa. In seguito, vanno a rendere omaggio alla tomba di Jenny. Giles ha perso la sola donna mai amata, e Buffy capisce di aver sbagliato a non uccidere Angelus quando le si era presentata l'opportunità. Ormai non ha dubbi che lo ucciderà senza esitazione.
Nel frattempo, Willow prende il posto di Jenny come insegnante di informatica. Accidentalmente lascia cadere, di fianco alla scrivania, il floppy disk in cui la donna aveva salvato la traduzione del rituale, poco prima che Angelus le togliesse la vita.
- Altri interpreti: Kristine Sutherland (Joyce Summers), Robia LaMorte (Jenny Calendar), Richard Assad (Negoziante), James Masters (Spike), Juliet Landau (Drusilla), Danny Strong (Jonathan Levinson), Richard Hoyt-Miller (Poliziotto)
- Musiche:
  - Never An Easy Way (Morcheeba): si sente al Bronze, quando Buffy e la gang ballano e Angelus li spia.
  - La Boheme: Atto 10, Soave Fanciulla (Giacomo Puccini): si sente quando Giles torna nel suo appartamento, sale le scale e trova Jenny morta.

## Il mostro
- Titolo originale: Killed by Death
- Diretto da: Deran Sarafian
- Scritto da: Rob Des Hotel e Dean Batali

### Trama
Buffy viene colta da un'influenza tanto forte da condurla in ospedale. Durante il delirio dovuto alla febbre, vede un mostro aggirarsi per i corridoi dell'ospedale. Decisa a indagare, chiede informazioni ad alcuni bambini ricoverati che hanno visto quello strano essere. Buffy sospetta che il medico che ha in cura i bambini sia coinvolto, ma, quando questo viene ucciso, capisce che cercava solo di aiutarli.
Dai racconti dei bambini, che descrivono questo essere come La Morte, ricorda il decesso della sua cuginetta molti anni prima, in un altro ospedale.
Nel frattempo, Angelus le fa visita, ma Xander gli tiene testa impedendogli di entrare. 
Per vedere il mostro, Buffy deve trovarsi nella situazione di delirio causata dalla febbre alta, per cui si inietta il virus e riesce a vederlo e affrontarlo. Salva tutti i bambini e uccide l'orribile mostro.
- Altri interpreti: Kristine Sutherland (Joyce Summers), Richard Herd (Dr. Stanley Backer), Willie Garson (Guardia della sicurezza), Andrew Ducote (Ryan), Juanita Jennings (Dr. Wilkinson), Robert Munic (Interno ospedaliero), Mimi Paley (Buffy da piccola), Denise Johnson (Celia), James Jude Courtney (Der Kindestod)
- Musiche:
  - Wabbly Skater (Kate Palmer): si sente quando Xander guarda i cartoni.
  - Ode To Joy (Ludwig van Beethoven): si sente quando Angel canticchia questa melodia, uscendo dall'ascensore.

## Per sempre
- Titolo originale: I Only Have Eyes for You
- Diretto da: James Whitmore Jr.
- Scritto da: Marti Noxon

### Trama
Quando a scuola iniziano a manifestarsi strani avvenimenti, come un braccio che esce da un armadietto e tenta di tirare dentro Xander, o un uomo e una donna che litigano e l'uccisione di lei, oltre ad alcune visioni di Buffy del 1955, la gang capisce che hanno a che fare con un fenomeno di poltergeist.
Nell'indagare, scoprono che nel 1955 un ragazzo uccise la professoressa con cui aveva una relazione perché lei lo lasciò. Successivamente, il ragazzo si tolse la vita. Attualmente, il fantasma del ragazzo si impossessa di un ragazzo e una ragazza che rivivono la stessa scena facendola finire sempre nello stesso modo, con la morte della donna. 
Solo quando Buffy e Angelus vengono posseduti dal fantasma, il finale cambia e il fantasma può riposare in pace, grazie al perdono della donna amata e uccisa. 
Buffy però ha la parte del ragazzo che era stato lasciato e Angelus la parte della donna. Buffy e Angelus si trovano a sorpresa l'uno nelle braccia dell'altro, e ne restano scioccati.
- Altri interpreti: Meredith Salenger (Grace Newman), Christopher Gorham (James Stanley), John Hawkes (George), Miriam Flynn (Mrs. Frank), Brian Reddy (Capo della polizia Bob), James Masters (Spike), Juliet Landau (Drusilla), Armin Shimerman (Preside Snyder), Brian Poth (Ragazzo combattente), Sarah Bibb (Ragazza combattente), James Lurie (Mr. Miller), Ryan Tasz (Ben), Anna Coman-Hidy (Ragazza anni cinquanta #1), Vanessa Bednar (Ragazza anni cinquanta #2)
- Musiche:
  - Charge (Splendid): si sente al Bronze quando Buffy parla con il ragazzo.
  - I Only Have Eyes for You (The Flamingos): si sente quando Buffy vede James e Grace la prima volta e quando Angel e Buffy vengono posseduti dallo spirito (il titolo della canzone è anche il titolo originale dell'episodio).

## Il DNA del campione
- Titolo originale: Go Fish
- Diretto da: David Semel
- Scritto da: David Fury e Elin Hampton

### Trama
Per la prima volta nella storia del liceo di Sunnydale, la squadra di nuoto ha la possibilità di vincere i campionati studenteschi. Snyder tratta gli atleti in maniera reverenziale, infatti si arrabbia con Buffy per aver picchiato uno di loro, Cameron, il quale voleva molestarla; inoltre, si arrabbia con Willow che intendeva dare un cattivo voto alla lezione di informatica a Gage, un altro membro della squadra. Uno dei nuotatori, Dodd, scompare, sembra sia stato ucciso perché è stata ritrovata soltanto la sua pelle.
Xander scopre che anche Cameron è morto; proprio come nel caso di Dodd, l'unica cosa rimasta è la sua pelle, inoltre vede un mostro e scappa mettendosi in salvo. Dodd e Cameron erano i migliori membri della squadra di nuoto, quindi sembra che il mostro li prende di mira. Dopo di loro, è Gage l'elemento migliore della squadra, perciò Buffy decide di seguirlo sperando di proteggerlo. Angelus attacca Gage e lo morde per nutrirsi del suo sangue, ma non lo uccide grazie all'intervento di Buffy; Angelus era rimasto disgustato dal sangue di Gage e non era riuscito a nutrirsene. Buffy, Cordelia e Willow ipotizzano che i membri della squadra prendano delle droghe, ciò spiega perché Angelus avesse trovato disgustoso il sangue di Gage. 
A causa degli ultimi decessi, in squadra serve un nuovo atleta e Xander si offre di entrarne a far parte, per capire cosa sta succedendo.
Buffy vede il mostro attaccare Gage, ma quest'ultimo si strappa la pelle e si trasforma in mostro. La Cacciatrice viene messa in salvo da Carl, il coach della squadra. Si scopre così che Cameron e Dodd non sono morti, ma si sono semplicemente trasformati in mostri, seguiti da Gage. 
Buffy e Giles pretendono una spiegazione, ma il coach Carl non sa fornirla; ammette però che sospettava da parte dei suoi atleti l'abuso di droghe. In realtà, è proprio Carl che ha trasformato in mostri i suoi atleti: voleva che fossero dei campioni portandoli alla vittoria, ma gli effetti collaterali sono diventati incontrollabili. L'infermiera della scuola aveva collaborato all'operazione, ma si era tirata indietro una volta constatato quanto fossero orribili le conseguenze. Carl la fa uccidere dai mostri acquatici. Quando Xander scopre che la droga viene inalata nella sauna turca, Sean un altro membro della squadra si trasforma.
Buffy si confronta con Carl, il quale le spiega che era entrato in possesso di alcune informazioni su degli esperimenti che il governo dell'Unione Sovietica svolgeva con la manipolazione genetica sui loro atleti, usando come base lo squalo bianco; quegli esperimenti si rivelarono un fallimento, ma Carl era riuscito a perfezionarli. Fa in modo che i mostri acquatici aggrediscano Buffy, ma interviene Xander che mette fuori combattimento Carl e salva Buffy. Lei nonostante tutto cerca di salvare Carl, ma il coach muore, divorato dai suoi stessi mostri.
Gli altri membri della squadra sono salvi, poiché non esiste più il rischio che si trasformino. Dodd, Sean, Cameron e Gage rimarranno così per sempre, ma Buffy preferisce non dare a nessuno di loro la caccia, lasciandoli liberi. Tutti e quattro si immergono in mare e nuotano scomparendo al largo.
- Altri interpreti: Charles Cyphers (Coach Carl Marin), Jeremy Garrett (Cameron Walker), Wentworth Miller (Gage Petronzi), Conchata Ferrell (Infermiera Greenliegh), Armin Shimerman (Preside Snyder), Danny Strong (Jonathan Levinson), Jake Patellis (Dodd McAlvy), Shane West (Sean)
- Musiche:
  - Mann's Chinese (Naked): si sente sulla spiaggia durante la festa.
  - If You'd Listen (Nero Rome): si sente al Bronze mentre Buffy spia il ragazzo della squadra di nuoto.

## L'inizio della storia (1ª parte)
- Titolo originale: Becoming: Part 1
- Diretto da: Joss Whedon
- Scritto da: Joss Whedon

### Trama
Si vedono numerose scene del passato di Angel: a cominciare da quando era un umano e a Galway, nel 1753, quando venne vampirizzato da Darla, poi a Londra nel 1860 dove aveva torturato la povera Drusilla prima di renderla una vampira, fino alla maledizione dei gitani in Romania, nel 1898, quando gli restituirono l'anima in modo che il rimorso dei suoi atti lo tormentasse per sempre, fino al periodo di decadimento a Manhattan e la prima volta che conobbe Buffy a Los Angeles, nel 1996, quando decise di aiutarla.
Nel presente, Giles viene convocato da Doug Perren per un consulto, è stato rinvenuto un demone pietrificato con una spada conficcata nel petto durante degli scavi di un lavoro per un progetto edile, la notizia viene riportata sui giornali, Spike fa leggere ad Angelus l'articolo, in effetti anche Drusilla percepiva la presenza del demone.
Proprio in quel momento, Buffy e Willow trovano il dischetto su cui la Calendar aveva salvato la traduzione del rituale, per restituire l'anima ad Angelus. Willow promette a Buffy che farà di tutto per effettuare il rituale, le serve un oggetto il Globo di Thesulah, fortunatamente Giles ne possiede uno. Tuttavia Xander si mette a litigare con tutti quanti trovando ingiusto che il vampiro venga perdonato qualora riavesse l'anima: lui ha ucciso Jenny, è un assassino e deve pagare con la morte. Intanto Drusilla uccide Perren e con Angelus ruba il demone pietrificato.
Angelus racconta a Spike la storia del demone, il suo nome è Acathla, con un solo respiro catapulterebbe la Terra nel regno demoniaco, quando giunse nel loro mondo un cavaliere virtuoso con la sua spada gli trafisse il cuore, soppresse così la forza di Acathla che divenne pietra. Kendra torna a Sunnydale dopo aver saputo dal proprio Osservatore del probabile risveglio di Acathla, lei condivide il punto di vista di Xander ritenendo che uccidere Angelus è la cosa migliore, inoltre fa dono a Buffy di una spada, benedetta dal cavaliere che sconfisse Achatla, ha le stesse proprietà di quella usata contro il demone anni prima. 
Drusilla, approfittando del fatto che Buffy si è allontanata dai suoi amici, insieme a un gruppo di vampiri fa irruzione nella biblioteca della scuola, uccide Kendra tagliandole la gola e rapisce Giles, mentre Xander e Willow vengono feriti. Buffy va in biblioteca e trova Kendra senza vita.
- Altri interpreti: Max Perlich (Whistler), Seth Green (Oz), Kristine Sutherland (Joyce Summers), Julie Benz (Darla), Bianca Lawson (Kendra), Jack McGee (Doug Perren), Richard Riehle (Merrick), James Masters (Spike), Juliet Landau (Drusilla), Armin Shimerman (Preside Snyder), Shannon Welles (Zingara), Zitto Kazann (Zingaro), Ginger Williams (Ragazza), Nina Gervitz (Insegnante), Dean Butler (Hank Summers [voce; non accreditato]), Sophia Crawford (Vampiro [non accreditato]).

## L'inizio della storia (2ª parte)
- Titolo originale: Becoming: Part 2
- Diretto da: Joss Whedon
- Scritto da: Joss Whedon

### Trama
Buffy scappa quando la polizia la vede insieme al cadavere di Kendra, accusata ora di omicidio, proprio quando stava per essere arrestata Spike la salva: egli non desidera che il mondo finisca e odia Angelus per le troppe attenzioni verso la sua Drusilla, si allea quindi con Buffy. Mentre Angelus tortura Giles per farsi rivelare quale sia la chiave del risveglio di Acathla, Drusilla si mostra agli occhi di Giles nei panni di Jenny e, in questo modo, riesce a farsi rivelare tutto: serve il sangue di Angelus per risvegliare il demone.
Poco dopo Angelus manda un vampiro a casa di Buffy ma lei lo sconfigge grazie a Spike e infine la Cacciatrice polverizza il vampiro davanti a sua madre ed è quindi costretta a rivelarle tutto sulla sua vocazione nella lotta contro i demoni. Joyce proibisce a Buffy di uscire di casa, ma lei deve andare e la madre la minaccia che, se uscirà dalla porta di casa, non potrà più tornare.
Buffy prende la spada benedetta che Kendra le aveva dato, anche se il preside Snyder è chiaramente consapevole che lei non ha ucciso Kendra ammette che è compiaciuto perché userà la cosa come pretesto per espellerla. Buffy deve fare il suo dovere e si reca da Angelus, pronta ad affrontarlo. Spike si alza dalla sedia a rotelle, stordisce Drusilla e la porta via da Sunnydale, mentre Angelus e Buffy iniziano a lottare, infine Xander aiuta Giles a scappare.
Angelus con la mano destra sporca del suo stesso sangue, dopo che vi si era inflitto un taglio, impugna la spada conficcata nel cuore di Acathla e la estrae, il demone sta per risvegliarsi aprendo un portale nel regno demoniaco. Buffy e Angelus si affrontano con le spade benedette, in un primo momento il vampiro è sul punto di avere la meglio ma la Cacciatrice reagisce e lo disarma, proprio quando sta per decapitarlo si rende conto che qualcosa in lui sta cambiando: Willow è riuscita a fare l'incantesimo e a restituirgli l'anima. 
Ormai è però troppo tardi, il portale è aperto e l'unico modo per chiuderlo è trafiggere Acathla con la spada benedetta e con il sangue di Angel: infatti il sangue del vampiro può liberare il demone e contemporaneamente sigillarlo. Buffy bacia Angel e i due si dichiarano amore reciproco, ma poi la ragazza lo prega di chiudere gli occhi e con la spada trapassa Angel e Acathla. Il risveglio del demone è stato impedito, mentre Angel scompare sotto lo guardo di Buffy, assorbito dal portale demoniaco. Una Buffy devastata dal dolore se ne va da Sunnydale.
- Altri interpreti: Max Perlich (Whistler), Seth Green (Oz), Kristine Sutherland (Joyce Summers), Robia LaMorte (Jenny Calendar), James MacDonald (Detective Stein), James Masters (Spike), Juliet Landau (Drusilla), Armin Shimerman (Preside Snyder), Susan Leslie (poliziotto #1), Thomas G. Waites (poliziotto #2)
- Musiche:
  - Full Of Grace (Sarah McLachlan): si sente alla fine della puntata quando Buffy se ve va da Sunnydale.